# ليه ويتن
ليه ويتن (بالإنجليزية: Les Whitten)‏ (21 فبراير 1928، جاكسونفيل في الولايات المتحدة - 1 ديسمبر 2017 في الولايات المتحدة)؛ مترجم، صحفي وروائي أمريكي.